# Janesville (Iowa)
Janesville é uma cidade localizada no estado americano de Iowa, no Condado de Black Hawk e Condado de Bremer.

## Demografia
Segundo o censo americano de 2000, a sua população era de 829 habitantes.
Em 2006, foi estimada uma população de 876, um aumento de 47 (5.7%).

## Geografia
De acordo com o United States Census Bureau tem uma área de
3,9 km², dos quais 3,8 km² cobertos por terra e 0,1 km² cobertos por água.

## Localidades na vizinhança
O diagrama seguinte representa as localidades num raio de 16 km ao redor de Janesville.